# Elimination Chamber 2021
Elimination Chamber (2021) was een professioneel worstel-pay-per-view (PPV) en WWE Network evenement dat georganiseerd werd door WWE voor hun Raw en SmackDown brands. Het was de 11e editie van Elimination Chamber en vond plaats op 21 februari 2021 in het Tropicana Field (ThunderDome met virtueel publiek) in St. Petersburg, Florida.

## Matches
| Nr. | Match                                                                                        | Winnaar(s)               | Opmerkingen                                                                                  | Bron  |
| --- | -------------------------------------------------------------------------------------------- | ------------------------ | -------------------------------------------------------------------------------------------- | ----- |
| 1   | John Morrison vs. Elias vs. Mustafa Ali vs. Ricochet                                         | John Morrison            | Fatal 4-Way match om deel te nemen aan het U.S. Championship match later de avond.           | [ 2 ] |
| 2   | Jey Uso vs. Kevin Owens vs. King Corbin vs. Sami Zayn vs. Cesaro vs. Daniel Bryan            | Daniel Bryan             | Elimination Chamber match voor een WWE Universal Championship match later bij het evenement. | [ 2 ] |
| 3   | Roman Reigns (c) (met Paul Heyman) vs. Daniel Bryan                                          | Roman Reigns             | Eén-op-één match voor het WWE Universal Championship. Reigns won door TKO.                   | [ 2 ] |
| 4   | Bobby Lashley (c) (met MVP) vs. John Morrison vs. Riddle                                     | Riddle (nc)              | Triple Threat match voor het WWE U.S. Championship.                                          | [ 2 ] |
| 5   | Nia Jax & Shayna Baszler (c) vs. Sasha Banks & Bianca Belair                                 | Nia Jax & Shayna Baszler | Tag Team match voor het WWE Women's Tag Team Championship.                                   | [ 2 ] |
| 6   | Drew McIntyre (c) vs. AJ Styles vs. Jeff Hardy vs. Randy Orton vs. Sheamus vs. Kofi Kingston | Drew McIntyre            | Elimination Chamber match voor het WWE Championship.                                         | [ 2 ] |
| 7   | The Miz vs. Drew McIntyre (c)                                                                | The Miz (nc)             | Eén-op-één match voor het WWE Championship. Miz cashte zijn Money in the Bank contract in.   | [ 2 ] |